# Samtgemeinde Dörpen
Die Samtgemeinde Dörpen im niedersächsischen Landkreis Emsland besteht aus neun Gemeinden.

## Geografie

### Geografische Lage
Die Samtgemeinde Dörpen liegt im Nordwesten des Landkreises Emsland an der Ems. Im Norden grenzt sie an die Gemeinde Rhede und an die Stadt Papenburg, im Osten an die Samtgemeinden Nordhümmling und Sögel, im Süden an die Samtgemeinde Lathen und im Westen an die Niederlande.

### Die Gemeinden
(Einwohner am 31. Dezember 2023)
|  | 1. Dersum (1496) 2. Dörpen (5488) 3. Heede (2538) 4. Kluse (1798) 5. Lehe (1013) 6. Neubörger (1604) 7. Neulehe (841) 8. Walchum (1699) 9. Wippingen (994) |

## Politik
Der Verwaltungssitz der Samtgemeinde ist in Dörpen.

### Samtgemeinderat
Der Samtgemeinderat der Samtgemeinde Dörpen besteht aus 32 Ratsfrauen und Ratsherren. Dies ist die festgelegte Anzahl für eine Samtgemeinde mit einer Einwohnerzahl zwischen 15.001 bis 20.000 Einwohnern. Die Ratsmitglieder werden durch eine Kommunalwahl für jeweils fünf Jahre gewählt. Die aktuelle Amtszeit begann am 1. November 2021 und endet am 31. Oktober 2026.
Stimmberechtigt im Rat der Samtgemeinde ist außerdem der hauptamtliche Samtgemeindebürgermeister.

Die letzten Samtgemeindewahlen ergaben folgende Sitzverteilungen:
| Partei | 2021 |    | 2016 | 2011 |
| --- | ---- | -- | ---- | ---- |
| CDU | 20   | 23 | 23   |      |
| SPD | 04   | 04 | 04   |      |
| UWG SG Dörpen | 02   | 02 | 03   |      |
| FWN | 01   | 01 | 01   |      |
| Grüne | 01   | –  | –    |      |
| FDP | 01   | 01 | 01   |      |
| WGN | 01   | –  | –    |      |
| UWG Dersum | 01   | –  | –    |      |
| WL | 01   | –  | –    |      |
| Linke | 0    | 01 | –    |      |
| _____________________ FWN: Freie Wählergemeinschaft Neubörger WGN: Wählergemeinschaft Neulehe WL: Wippinger Liste |      |    |      |      |

### Samtgemeindebürgermeister
Hauptamtlicher Bürgermeister der Samtgemeinde Dörpen ist Hermann Wocken (CDU). Bei der letzten Bürgermeisterwahl 2019 wurde er im ersten Wahlgang mit 86,72 Prozent der Stimmen ohne Gegenkandidaten gewählt.

### Vertreter im Land- und Bundestag
Die Samtgemeinde ist Teil des Landtagswahlkreis Papenburg. Er umfasst neben der Stadt Papenburg auch die Gemeinden Rhede (Ems) und die Samtgemeinden Dörpen, Lathen, Nordhümmling, Sögel und Werlte. Zur Landtagswahl in Niedersachsen 2013 traten fünf Direktkandidaten an. Direkt gewählter Abgeordneter ist Bernd Busemann (CDU). Der Wahlkreis trug die Wahlkreisnummer 82.
Dörpen gehört zum Bundestagswahlkreis Unterems (Wahlkreis 25), der aus dem Landkreis Leer und dem nördlichen Teil des Landkreises Emsland besteht. Der Wahlkreis wurde zur Bundestagswahl 1980 neu zugeschnitten und ist seitdem unverändert. Bislang setzten sich in diesem Wahlkreis als Direktkandidaten ausschließlich Vertreter der CDU durch. IBei der Bundestagswahl 2021 wurde die CDU-Abgeordneten Gitta Connemann aus Leer direkt wiedergewählt. Über Listenplätze der Parteien zogen Anja Troff-Schaffarzyk (SPD) und Julian Pahlke (Grüne) aus dem Wahlkreis in den Bundestag ein.

### Hoheitszeichen
| Wappen der Samtgemeinde Dörpen | Blasonierung: „In Rot ein silberner (weißer) schräg linker Wellenbalken, begleitet von einer goldenen (gelben) Garbe aus neun Ähren und einem goldenen (gelben) Papierbogen.“ |
| Wappen der Samtgemeinde Dörpen | Wappenbegründung: Das von Ulf-Dietrich Korn aus Münster entworfene Wappen wurde 1973 vom Regierungspräsidenten in Osnabrück gemeinsam mit der Hissflagge, dem Banner sowie dem Dienstsiegel genehmigt. Die Samtgemeinde Dörpen entstand am 01.01.1973 durch Zusammenschluss der Gemeinden Dersum, Dörpen, Heede, Kluse, Lehe, Neubörger, Neulehe, Walchum und Wippingen, welches durch die neun Ähren in der Garbe symbolisiert wird. Ihr Gebiet berühren vier wichtige Wasserstraßen: die Ems, der Dortmund-Ems-Kanal, der Ems-Seitenkanal und der Küstenkanal; für sie steht der Wellenbalken im Wappen. Haupterwerbszweig der Bevölkerung ist die Landwirtschaft, die durch die Garbe symbolisiert ist. Der Papierbogen steht für die Papierindustrie, die im Wirtschaftsleben der Samtgemeinde eine bedeutende Rolle spielt. Die Farben Gold und Rot sind die Farben des früheren Hochstifts Münster, zu dem die Gemeinden gehörten. |

Hissflagge: „Die Flagge ist gespalten; vorn in Rot die Symbole des Wappens; hinten vier mal geteilt von Rot und Weiß.“
Banner: „Das Banner ist vier mal gespalten von Rot und Weiß; im roten Bannerhaupt die Symbole des Wappens.“
Gemeindesiegel: „Das Dienstsiegel enthält das Wappen und die Umschrift ‚SAMTGEMEINDE DÖRPEN‘“.

Hissflagge der Samtgemeinde
Banner der Samtgemeinde
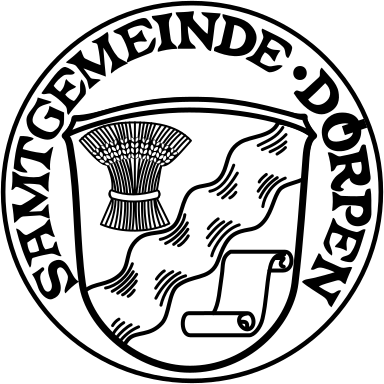
Dienstsiegel der Samtgemeinde